# Kirsten Dodgen
Kirsten Dodgen (Auckland, 16 de abril de 1998) é uma dançarina neozelandesa. Nasceu no subúrbio de Tamaki Oriental, em Auckland. Quando tinha apenas 13 anos, tornou-se campeã mundial ao vencer a Divisão Júnior num campeonato mundial intitulado de Hip Hop Internacional como membro de uma equipe de dança chamada Bubblegum. Antes do Bubblegum, ela já havia competido com um grupo chamado De Ja Vu. Atualmente, Kirsten faz parte do The Palace Dance Studio, onde ela é membro de uma equipe feminina de dança chamada ReQuest. Ela, junto com restante do ReQuest, foram apresentados em dois videoclipes do Justin Bieber em 2015, pelas músicas "Sorry" e "What Do You Mean?".

## Carreira
Kirsten Dodgen tem uma carreira bem sucedida como dançarina. Ela já trabalhou com diversos artistas como CL, 2NE1, BIGBANG, Psy, Jennifer Lopez, Justin Bieber, Jason Derulo, Parris Goebel, Ciara, Rihanna, Enrique Iglesias, entre outros. Entre os eventos mais importantes que Kirsten participou está o Savage X Fanty Show, de Rihanna, como modelo e dançarina, e o Super Bowl LIV Pepsi Halftime Show, como dançarina de Jennifer Lopez.

### Competições
| Ano  | Competições                            | Grupo                    | Categoria | Colocação ou Prêmio | Ref.  |
| ---- | -------------------------------------- | ------------------------ | --------- | ------------------- | ----- |
| 2009 | Krazzy 4 Dance                         | Xhale Dance Crew         | Squad     | Best of the Seris   |       |
| 2009 | Source Dance                           | Xhale Dance Crew         | Squad     | 1° lugar            |       |
| 2009 | Source Dance                           | Xhale Dance Crew         | Duo       | 1° lugar            |       |
| 2010 | Auckland Academy of Dance Competitions | Triple Beat              | Squad     | 2° lugar            |       |
| 2011 | HHI                                    | Bubblegum                | Junior    | 1° lugar            |       |
| 2012 | HHI NZ                                 | Sorority                 | Varsity   | 1° lugar            |       |
| 2013 | HHI                                    | The Royal Family         | MegaCrew  | 1° lugar            |       |
| 2013 | HHI                                    | Sorority                 | Varsity   | 3° lugar            |       |
| 2014 | HHI NZ                                 | Sorority                 | Varsity   | 1° lugar            |       |
| 2014 | HHI                                    | Sorority                 | Varsity   | Semifinais          |       |
| 2015 | Street Dance NZ                        | Sorority                 | Varsity   | 1° lugar            | [ 2 ] |
| 2015 | Street Dance NZ                        | The Royal Family         | MegaCrew  | 1° lugar            | [ 2 ] |
| 2015 | HHI                                    | The Royal Family         | MegaCrew  | 2° lugar            |       |
| 2015 | HHI                                    | Sorority                 | Varsity   | 4° lugar            |       |
| 2016 | Dance2Dance                            | Sorority                 | —         | 2° lugar            |       |
| 2016 | HHI NZ                                 | Sorority                 | Varsity   | 1° lugar            |       |
| 2016 | HHI NZ                                 | The Royal Family Varsity | MegaCrew  | 1° lugar            |       |
| 2016 | HHI                                    | The Royal Family Varsity | MegaCrew  | 3° lugar            |       |
| 2019 | HHI NZ                                 | The Royal Family         | MegaCrew  | 1° lugar            | [ 3 ] |
| 2019 | HHI                                    | The Royal Family         | MegaCrew  | 4° lugar            | [ 4 ] |

### Prêmios e Indicações
| Ano  | Premiações      | Categoria                              | Resultado | Ref.  |
| ---- | --------------- | -------------------------------------- | --------- | ----- |
| 2015 | Street Dance NZ | Most Outstanding Female Dancer of 2015 | Venceu    | [ 2 ] |

### Videoclipes
Ao longo de sua carreira como dançarina, Kirsten participou de diversos videoclipes de múltiplos cantores, sejam eles neozelandeses ou não.
| Ano  | Videoclipe                    | Artista                                          | Diretor(a)            | Ref.  |
| ---- | ----------------------------- | ------------------------------------------------ | --------------------- | ----- |
| 2015 | Sorry                         | Justin Bieber                                    | Parris Goebel         | [ 5 ] |
| 2015 | What Do You Mean?             | Justin Bieber                                    | Parris Goebel         | [ 5 ] |
| 2015 | No Sense                      | Justin Bieber                                    | Parris Goebel         |       |
| 2015 | Hello Bitches                 | CL                                               | Parris Goebel         |       |
| 2016 | Zooby Doo                     | Savage & Tigermonkey                             | Parris Goebel         |       |
| 2016 | Friday                        | Parris Goebel                                    | Parris Goebel         |       |
| 2016 | Nasty                         | Parris Goebel                                    | Parris Goebel         |       |
| 2017 | Swalla                        | Jason Derulo (feat. Nicki Minaj & Ty Dolla $ign) | Gil Green             |       |
| 2017 | Love                          | PSY (feat. Taeyang from Bigbang)                 | Parris Goebel         |       |
| 2018 | Level Up                      | Ciara                                            | Ciara & Parris Goebel |       |
| 2019 | Move To Miami (Dance Version) | Enrique Iglesias (feat. Pitbull)                 | Parris Goebel         |       |
| 2019 | Do You?                       | TroyBoi                                          | Parris Goebel         |       |

### Apresentações na TV ou Streaming
Kirsten já se apresentou com diversos artistas em premiações e até mesmo no intervalo do futebol americano.
| Ano  | Programa ou Evento                 | Artista ou Grupo            | Repertório                              | Ref.        |
| ---- | ---------------------------------- | --------------------------- | --------------------------------------- | ----------- |
| 2015 | American Music Awards              | Jennifer Lopez              | Medley                                  |             |
| 2015 | Mnet Asia Music Awards             | CL                          | Hello Bitches                           |             |
| 2015 | Mnet Asia Music Awards             | 2ne1                        | I Am The Best                           |             |
| 2015 | Mnet Asia Music Awards             | Bigbang                     | Bang Bang Bang                          |             |
| 2016 | MTV Video Music Awards             | Rihanna                     | Pour It Up & Bitch Better Have My Money |             |
| 2018 | Danser Pour Gagner                 | The Royal Family Dance Crew | Diversificado                           | [ 6 ] [ 7 ] |
| 2019 | Savage X Fenty Show                | Rihanna                     | Diversificado                           |             |
| 2020 | Super Bowl LIV Pepsi Halftime Show | Jennifer Lopez              | Medley                                  | [ 8 ]       |